# Campeonato Paulista de Futebol
O Campeonato Paulista de Futebol, mais conhecido como Campeonato Paulista ou ainda Paulistão, é a competição profissional desse esporte no estado de São Paulo. Organizada pela Federação Paulista de Futebol desde 1941, é a liga de futebol mais antiga do Brasil, sendo realizada ininterruptamente desde 1902. Teve como primeiro campeão o São Paulo Athletic. Seu atual campeão é o Corinthians, vencedor da edição de 2025, quando conquistou seu trigésimo primeiro título na competição.
De acordo com a contagem da Federação Paulista de Futebol, os maiores campeões da competição são: Corinthians, com 31 conquistas; Palmeiras, com 26 títulos; e São Paulo e Santos, tendo conquistado 22 vezes cada. Além dos títulos contabilizados pela Federação Paulista, o Palmeiras tem mais dois títulos extras do Campeonato Paulista e o São Paulo mais um do Supercampeonato Paulista. A rivalidade entre estes quatro times, que figuram no grupo das maiores equipes do Brasil, está marcada na história desta competição. Outros doze clubes já venceram a principal divisão do futebol paulista ao longo de sua história, que contou com a participação de 102 clubes diferentes.
Atualmente, o torneio da primeira divisão é disputado por dezesseis equipes e normalmente realizado entre janeiro e meados de abril da temporada do futebol brasileiro. A nova fórmula de disputa (com dezesseis clubes divididos em quatro grupos) entrou em vigor em 2017.

## História

### Início

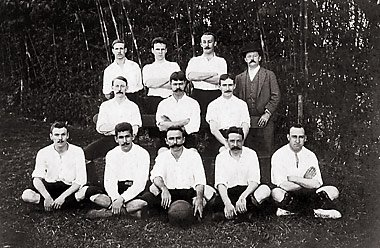
São Paulo Athletic, o primeiro vencedor do Campeonato Paulista.

Charles Miller foi o responsável pela criação do primeiro torneio de futebol no Brasil, no estado de São Paulo. Charles introduziu as regras do futebol em seu país após seu retorno da Inglaterra, onde realizara seus estudos e descobrira o esporte. Em 14 de dezembro de 1901 é fundada a Liga Paulista de Foot-Ball, acrônimo LPF, sendo composta inicialmente por cinco equipes: São Paulo Athletic, Internacional, Mackenzie, Germânia e Paulistano. Entre abril e outubro de 1902, estas equipes competiram na primeira edição do torneio, que teve o São Paulo Athletic Club como campeão e o próprio Charles como artilheiro. Diferente da Argentina e do Uruguai, o futebol era restrito às elites em seus primeiros momentos no Brasil.

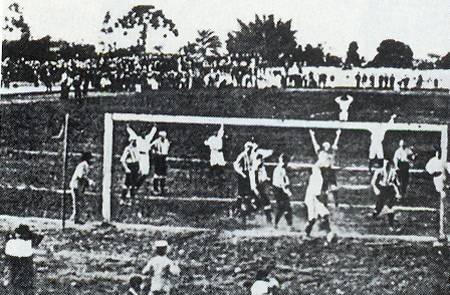
São Paulo Athletic Club e Club Athletico Paulistano na final do Campeonato Paulista de 1902 (2x1), primeiro estadual jogado no Brasil.

Nos anos seguintes, a popularidade do futebol foi crescendo. O Paulistano, uma equipe composta pelos filhos das famílias mais ricas de São Paulo, tornou-se a equipe mais forte do estado. Contudo, a base da popularidade do esporte começou a mudar após o Corinthian, uma equipe amadora de Londres, realizar uma brilhante turnê em São Paulo e no Rio de Janeiro. Eles venceram facilmente os melhores times brasileiros da época e causaram uma impressão bastante favorável nos fãs mais jovens do esporte. Pouquíssimo tempo depois, um grupo de trabalhadores inspirou-se neles e fundou o primeiro time popular da cidade: o Corinthians.

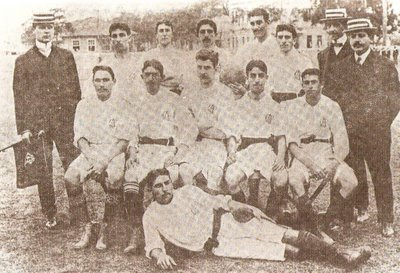
Time do Paulistano em 1901

### Dos anos 1910 ao final dos anos 1930

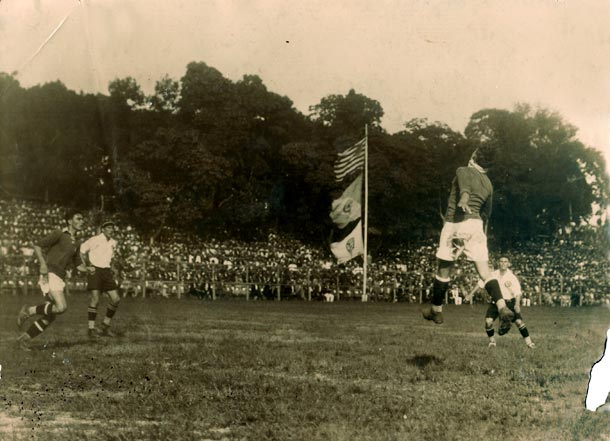
Partida entre Palestra Itália e no Estádio Palestra Itália, na década de 1920.

O crescimento da popularidade do futebol entre as classes mais baixas gerou um racha na LPF. Seus diretores defendiam que o futebol deveria continuar sendo um esporte das elites. Esta diferença de opinião levou a criação de outra liga, a Associação Paulista de Esportes Atléticos, acrônimo APEA, que promoveu o esporte entre todas as classes sociais. Corinthians, Palestra Itália (atual Palmeiras) — uma nova equipe composta por imigrantes italianos — e Paulistano ajudaram a compor a nova liga.
A LPF encerrou suas atividades em 1917. Até 1926, a APEA permaneceu sendo a única liga em São Paulo. Equipes fortes, grandes multidões e jogadores como Neco do Corinthians e Arthur Friedenreich do Paulistano contribuíram para a febre futebolística que converteu o futebol, de "diversão de estrangeiro", para o esporte mais popular no Brasil. Debates cercaram a questão de que se o futebol deveria ser profissionalizado ou se deveria permanecer um simples empreendimento amador. O Paulistano, recordista de títulos na época, recusou-se a tornar-se profissional e criou em 1925 a Liga dos Amadores de Futebol, acrônimo LAF. A competição entre as duas ligas alimentou a expansão do número de times e clubes do interior do estado começaram, então, a aderi-las.

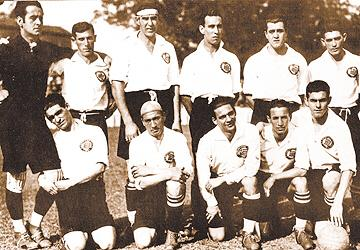
Time do Corinthians campeão de 1930.

### Profissionalização

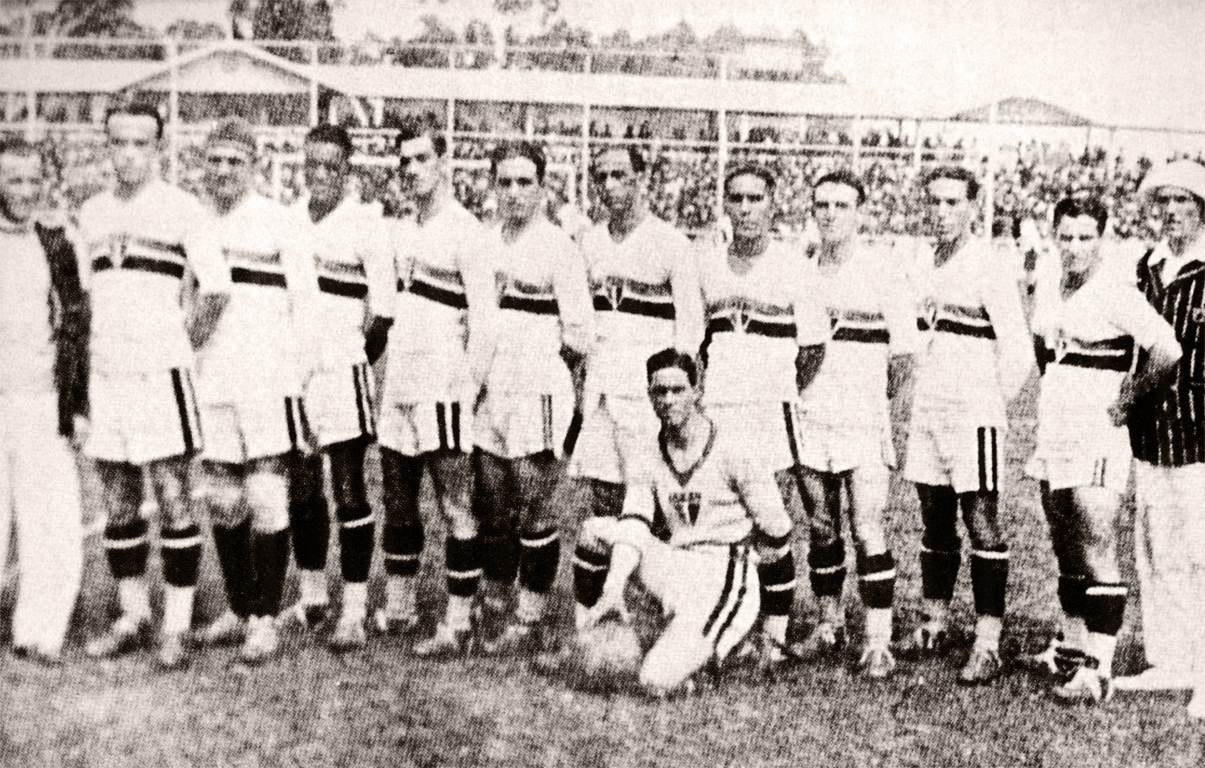
Time do São Paulo FC, campeão de 1931.

A partir de 1930, com a queda da LAF e o encerramento das atividades do departamento de futebol do Paulistano, uma nova era no futebol paulista começou. Os jogadores tornaram-se profissionais em 1933, quando a Liga Bandeirante de Futebol foi criada. Corinthians e Palestra Itália assumiram suas posições como os times mais fortes e populares do estado. Então um novo clube surge para competir pelos corações dos torcedores. Alguns dissidentes do Paulistano, favoráveis à profissionalização, juntamente com os diretores da A.A. das Palmeiras, se unem para formar o São Paulo Futebol Clube, a terceira força da cidade.
O Paulistão de 1933 entrou para a história do futebol brasileiro por ter sido o primeiro campeonato estadual profissional e a segunda competição da era do profissionalismo do futebol no Brasil, sendo a primeira o Torneio Rio-São Paulo de 1933. O primeiro jogo de futebol profissional do Brasil foi um amistoso realizado na Vila Belmiro, em 12 de março, com vitória do São Paulo por 5 a 1 sobre o Santos. E Arthur Friedenreich, ironicamente um contrário à profissionalização, fez o primeiro gol "remunerado" da história do futebol do País.

### Era moderna

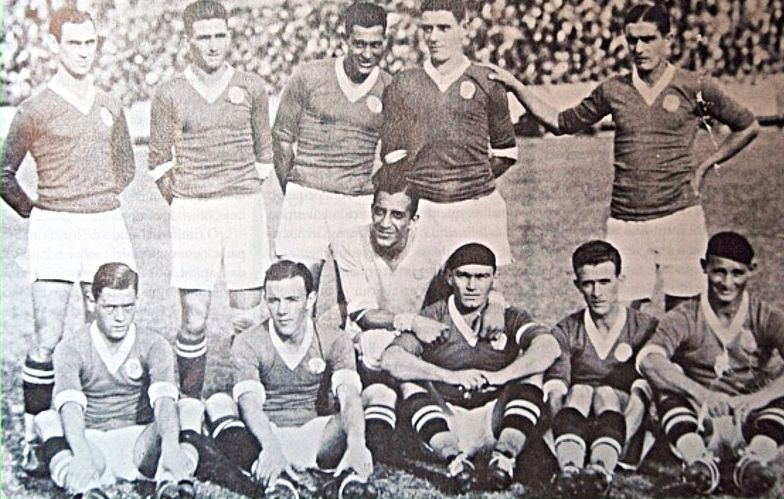
Time do Palestra Itália campeão de 1933

A APEA cessou suas atividades em 1936, e após algumas mudanças de nome, a original Liga Bandeirante de Futebol, criada em 10 de dezembro de 1934, foi o embrião da atual Federação Paulista de Futebol, acrônimo FPF, fundada em 22 de abril de 1941. São Paulo assinou com Leônidas da Silva no ano seguinte e venceu cinco das oito edições seguintes do campeonato. O Palestra Itália mudou seu nome para Palmeiras em 1942 devido à Segunda Guerra Mundial e à lei que baniu referências no esporte às potências do Eixo, e foi o campeão daquele ano. O futebol cresceu dentro do estado e a segunda divisão foi criada em 1948, permitindo que equipes do interior participassem da competição principal. O XV de Novembro da cidade de Piracicaba foi a primeira equipe promovida à elite.
São Paulo, Palmeiras e Corinthians dominaram os títulos no começo dos anos 1950. O Santos, mesmo competindo em alto nível, teria que esperar mais alguns anos para alcançar o status dos três da capital.
O Campeonato Paulista de 1954 entrou para a história da cidade de São Paulo e da competição, já que também fez parte das comemorações do quarto centenário da capital paulista, que foi fundada em 1554. O jogo que definiu o campeonato foi disputado no dia 6 de fevereiro de 1955, no Estádio do Pacaembu, onde Corinthians e Palmeiras tiveram um importante jogo da história do derby. O empate bastava para o Corinthians conquistar o título. Para o Palmeiras, era preciso derrotar o rival e torcer por um novo revés alvinegro na última rodada, contra o São Paulo. O alvinegro fez o que precisava, saindo na frente, com um gol de Luizinho logo no primeiro tempo, aos dez minutos. Depois de o Palmeiras, vestido com camisas azuis, igualar o placar com um gol de Nei, aos sete minutos do segundo tempo, o alvinegro segurou o empate por 1 a 1 e comemorou a importante conquista. Após esse título, o Corinthians somente viria a sagrar-se campeão paulista novamente 22 anos depois, em 1977.

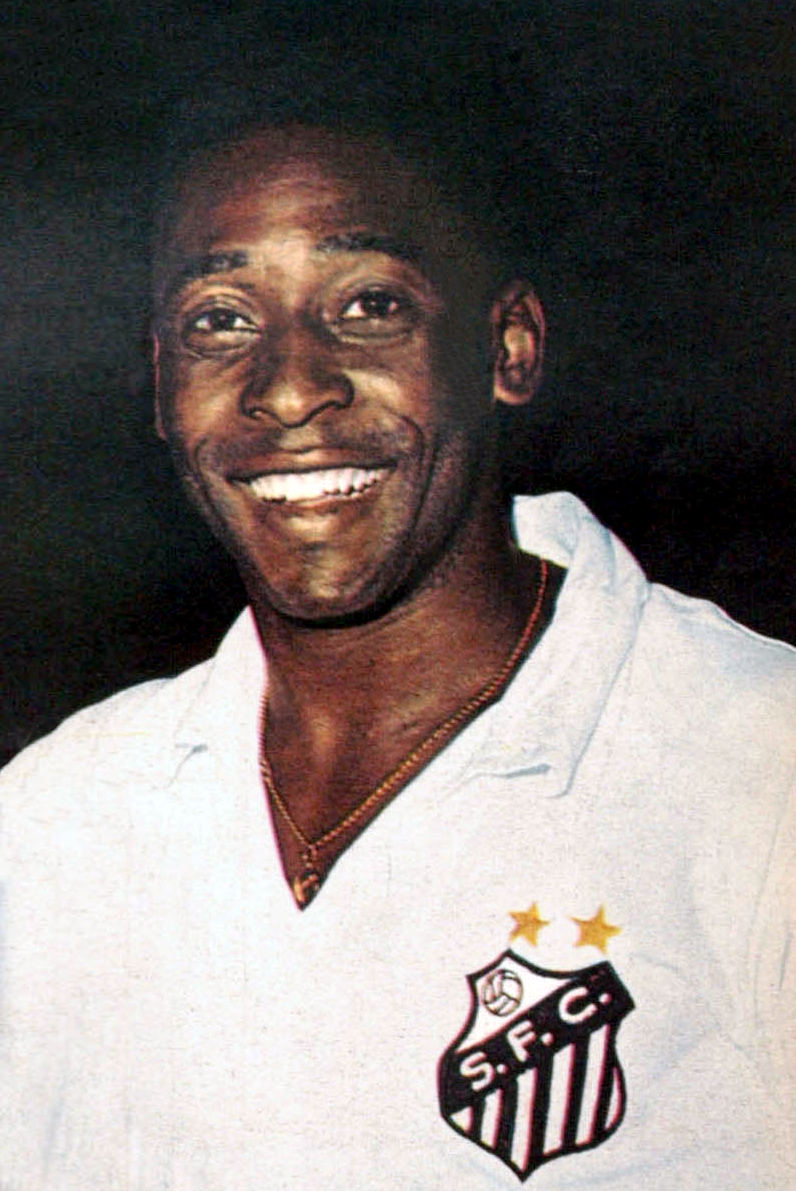
Pelé com a camisa do na década de 1960

No ano de 1957 o futebol viu o nascimento de seu maior jogador em todos os tempos: Pelé. Seus gols fantásticos levaram o Santos a vencer nove dos próximos doze campeonatos.
Pelé foi o artilheiro do campeonato em todos os anos entre 1957 e 1965, incluindo o recorde de tentos em uma única edição, 58 gols no ano de 1958, que não foi superado até os dias de hoje. Naquele tempo, o Santos venceu uma série de competições, em nível estadual, nacional, continental e mundial.
O Palmeiras, com a Academia comandada por Ademir da Guia, foi o único na época que conseguiu frear tal domínio dos anos 60 no Campeonato Paulista, impedindo, com as conquistas de 1963 e de 1966, que a equipe do litoral ganhasse todos os campeonatos daquela década. Ainda assim, o Santos conquistou os campeonatos de 1960, 1961, 1962, 1964, 1965, 1967, 1968 e 1969.
As duas equipes, por sinal, antes do amplo domínio santista nos anos 60, fizeram, em 1959, a decisão do Supercampeonato Paulista de 1959, chamado desta forma porque a competição chegou ao seu final com os dois clubes empatados em número de pontos, sendo necessária a realização de três jogos históricos de desempate no Estádio do Pacaembu. A decisão se deu em melhor de quatro pontos, com o Palmeiras se sagrando campeão depois de dois empates e uma vitória por 2 a 1 sobre o Santos no último jogo, com o gol decisivo marcado pelo ponta-esquerda Romeiro cobrando falta.
Justamente desde os anos 60, o Brasil passou a desenvolver competições nacionais mais maduras, que passaram a competir com os torneios estaduais pela atenção dos torcedores. Demoraria, porém, um certo tempo para que a competição paulista perdesse seu espaço e muitos campeonatos ainda entrariam para a história do futebol brasileiro.

### Anos 1970
Na decisão do Campeonato Paulista de 1973, um erro de arbitragem fez com que dois campeões fossem proclamados: o Santos e a Portuguesa. O jogo entre o campeão do primeiro turno (Santos) e o campeão do segundo turno (Portuguesa), terminou empatado por 0 a 0. Com o empate também na prorrogação, a decisão foi para os pênaltis. O árbitro Armando Marques errou na contagem e encerrou as cobranças, quando o placar marcava 2 a 0 para o Santos, embora a Portuguesa ainda tivesse duas cobranças por efetuar. Depois de terminar a disputa, Marques se deu conta do erro, mas já era tarde, pois a equipe paulistana já havia deixado os vestiários. A solução da FPF foi dividir o título.

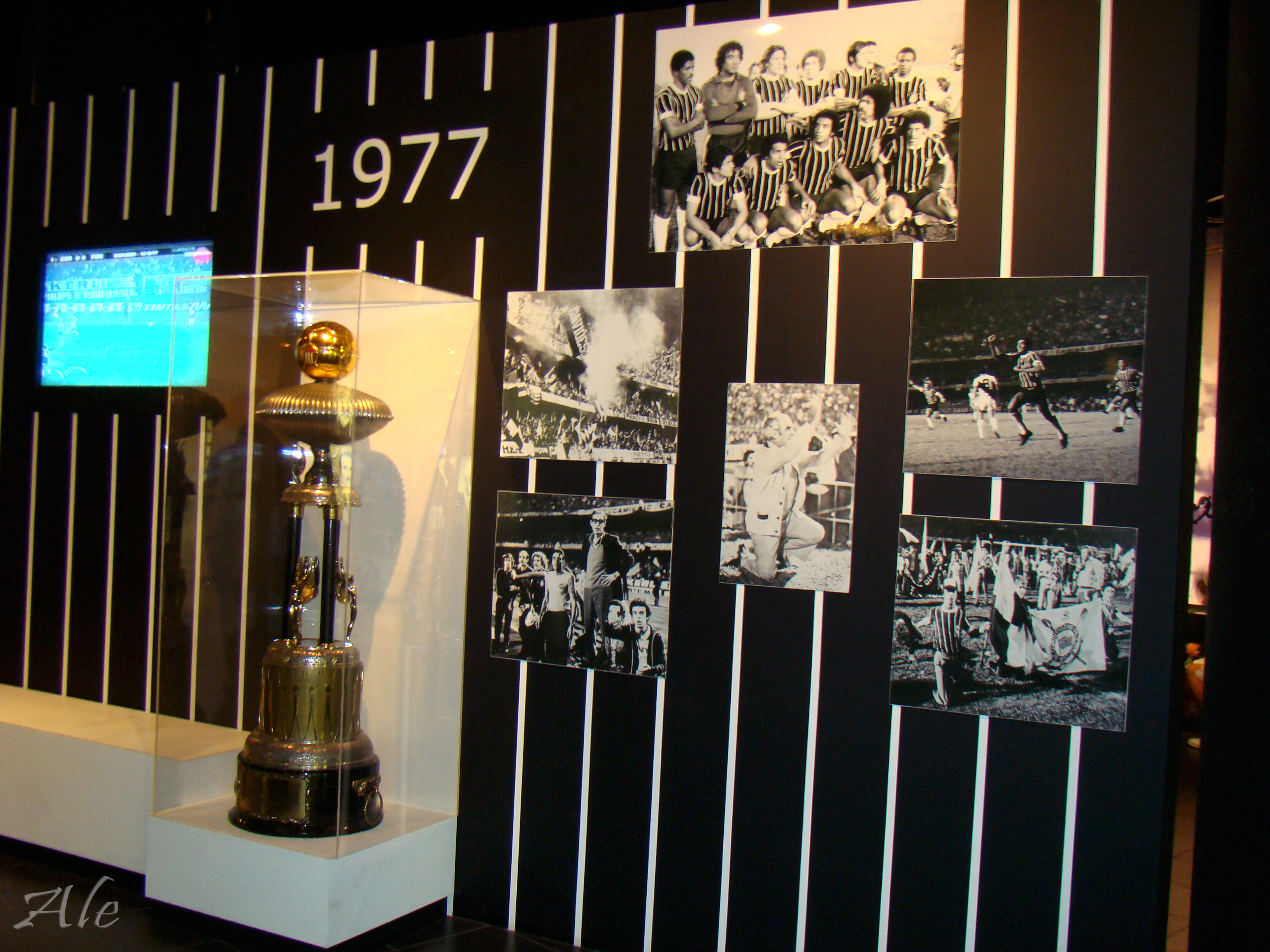
Espaço especial no Memorial do Corinthians sobre a conquista de 1977

Em 1977, o Corinthians encerrou a amarga espera de quase 23 anos sem títulos, ao bater a Ponte Preta na final do campeonato. Na decisão, que levou recorde histórico de público ao Estádio do Morumbi, cerca de 150 mil pessoas viram o volante Basílio fazer o gol do título, que encerrou o jejum de 22 anos, 8 meses e 7 dias sem conquista de um Campeonato Paulista, fazendo desse título um dos mais inesquecíveis do Corinthians.
Depois disso, o começo dos anos 80 ficou marcado pelas batalhas entre Corinthians, de Sócrates, e São Paulo, de Serginho Chulapa.

### Anos 1980
A Democracia Corintiana venceu em 1982 e 1983, enquanto introduziu uma nova filosofia de gestão da equipe, na qual os jogadores participavam de todas as decisões. O São Paulo tornou-se a equipe mais bem sucedida da década, vencendo as edições de 1980, 1981, 1985, 1987 e 1989, sendo estes últimos anos marcados pelo surgimento de jogadores como Müller e Silas, conhecidos na época como os "Menudos do Morumbi", em alusão ao nome da banda porto-riquenha chamada Menudo, que se tornou um fenômeno nacional nessa época.
Em 1986, a Inter de Limeira protagonizou uma grande zebra, ao derrotar o Palmeiras na final do campeonato, em pleno Estádio do Morumbi. Em 1990, o Bragantino e o Novorizontino fizeram a primeira final só com equipes do interior, marcando a maior zebra da história do Paulistão.

### Anos 1990

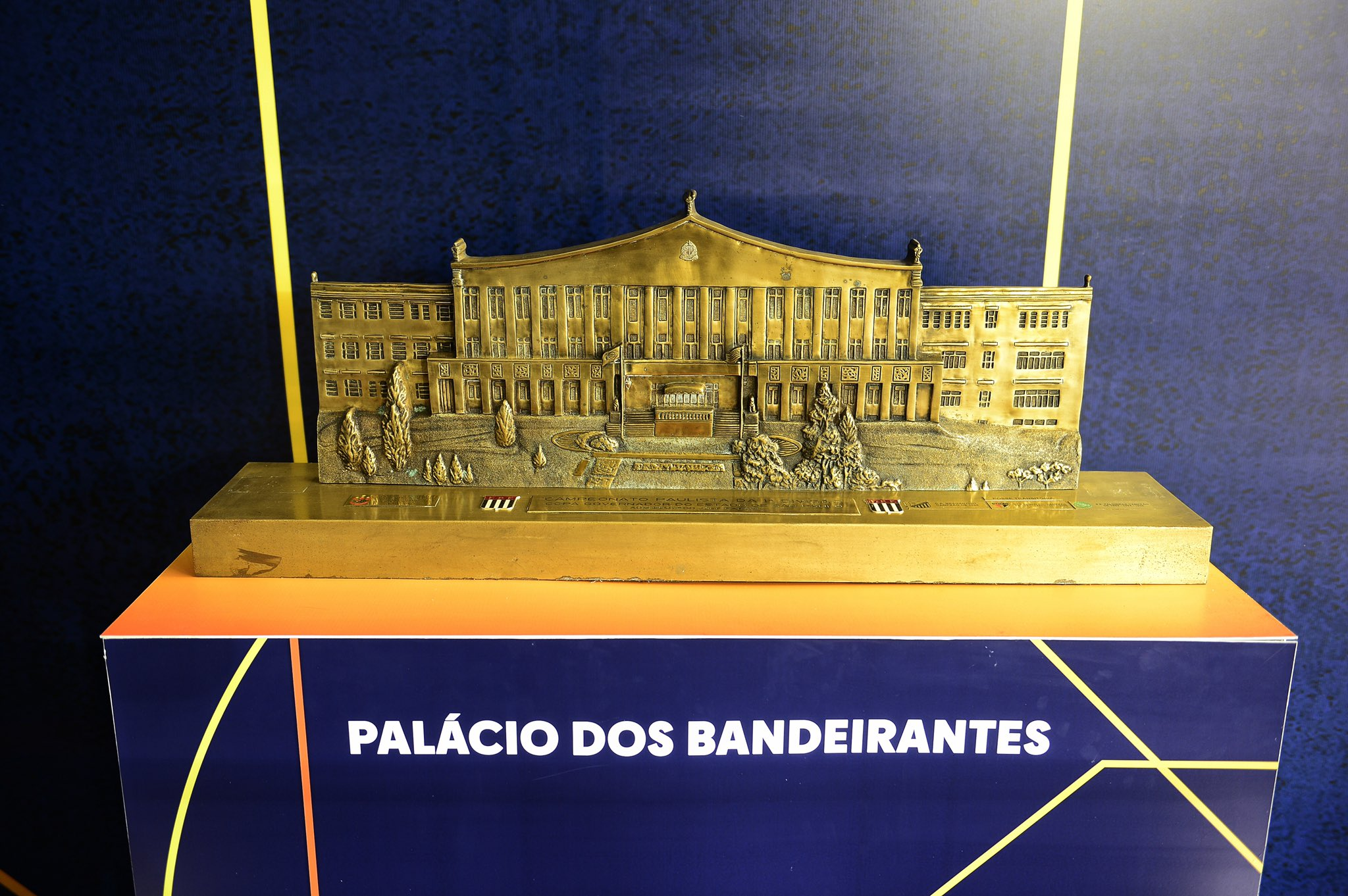
Troféu Palácio dos Bandeirantes, troféu do Campeonato Paulista de 1990 a 2003, um dos mais icônicos da competição

Os campeonatos de 1991 e 1992 foram garantidos pelo São Paulo, comandado por Raí, Muller e Zetti no gol. Em 1991, Raí também ficou com a artilharia do campeonato.
Em 1993, com estrelas como Evair, César Sampaio, Roberto Carlos, Zinho e Edmundo, o Palmeiras foi outro time grande que encerrou um longo jejum de títulos, de 16 anos, interrompendo o tabu com vitória por 4 a 0 sobre o arquirrival Corinthians. Os torcedores do alviverde ainda viram a equipe vencer em 1994 e 1996. Neste último, o título representou a melhor campanha de uma equipe na era profissional do Campeonato Paulista. Cafu, Rivaldo, Djalminha e Müller são alguns dos jogadores da "Máquina verde", que marcou 102 gols no campeonato de 1996.
O Corinthians conquistou o troféu cinco vezes no período de 1995 a 2003, tornando-se assim a equipe mais bem sucedida nos primeiros 100 anos do Campeonato Paulista, com 25 títulos.
Desde 2000, o Campeonato Paulista tem perdido a sua popularidade. As principais equipes do estado de São Paulo tratam o torneio como "preparação" para torneios mais cobiçados, como a Copa Libertadores da América e o Campeonato Brasileiro. Contudo, o Paulistão ainda mantém sua importância, ao promover a revelação de novos talentos e sustentar as bases futebolísticas do interior do estado, além de cultivar a rivalidade, especialmente entre os grandes clubes.

### Século XXI
Em 2000 e 2001, o campeão ganhou vaga na Copa dos Campeões. Em 2002, foi disputado apenas entre clubes "pequenos" não participantes do Torneio Rio–São Paulo daquele ano; os 3 melhores paulistas no interestadual (que foram também os 3 melhores da competição) se classificaram para o Supercampeonato Paulista, que também tinha a presença do vencedor do Paulistão de 2002. O Supercampeonato foi vencido pelo São Paulo.

Felipe Melo levanta a taça de campeão do Campeonato Paulista de 2020.

No Século XXI, Corinthians e Santos são os maiores vencedores de títulos. Desde 2001, as duas equipes venceram sete campeonatos cada. Ambas as equipes também conquistaram o tricampeonato nesse século, o Santos em 2010, 2011 e 2012 e o Corinthians em 2017, 2018 e 2019.

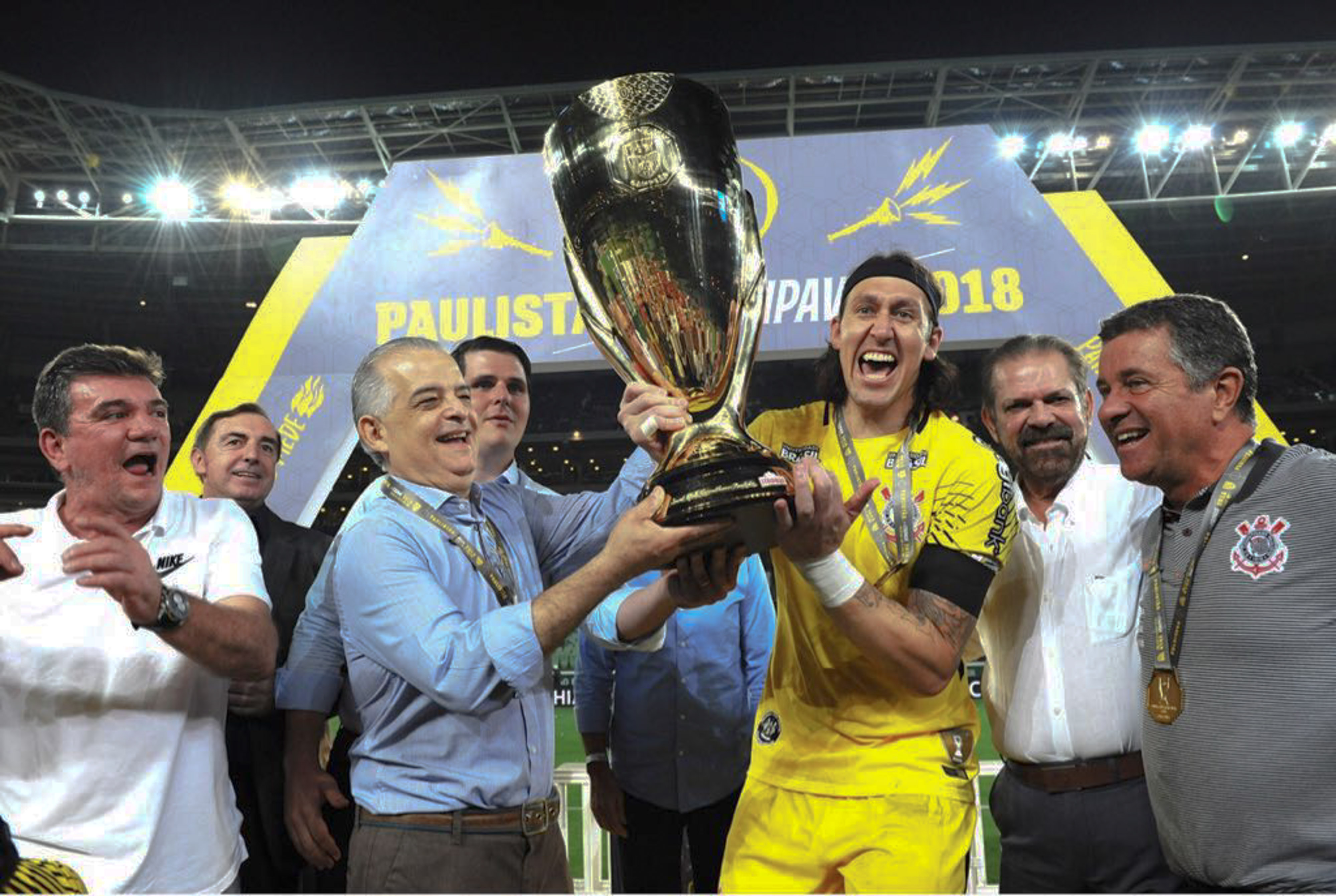
Governador de SP entrega a taça na Final do Campeonato Paulista 2018

O Santos também tem uma grande marca, chegando a oito finais consecutivas, de 2009 a 2016. Neste período conquistou os títulos de 2010, 2011, 2012, 2015 e 2016.
Em 2020, o Palmeiras quebrou um jejum de 12 anos sem conquistar o Campeonato Paulista, ao vencer o Corinthians e evitando o tetracampeonato do arquirrival. As finais de 2020 também entraram para a história porque foram as primeiras disputadas sem presença de público, em virtude da pandemia de COVID-19.
No ano seguinte, foi a vez do São Paulo encerrar um tabu de 16 anos sem título estadual, ao derrotar o Palmeiras por 2 a 0 no Morumbi, também sem a presença de torcedores por conta da pandemia. Já em 2022, o Palmeiras teve sua revanche, ao vencer o São Paulo por 5 a 3 no placar agregado, no Allianz Parque, em uma virada histórica.

## Organização

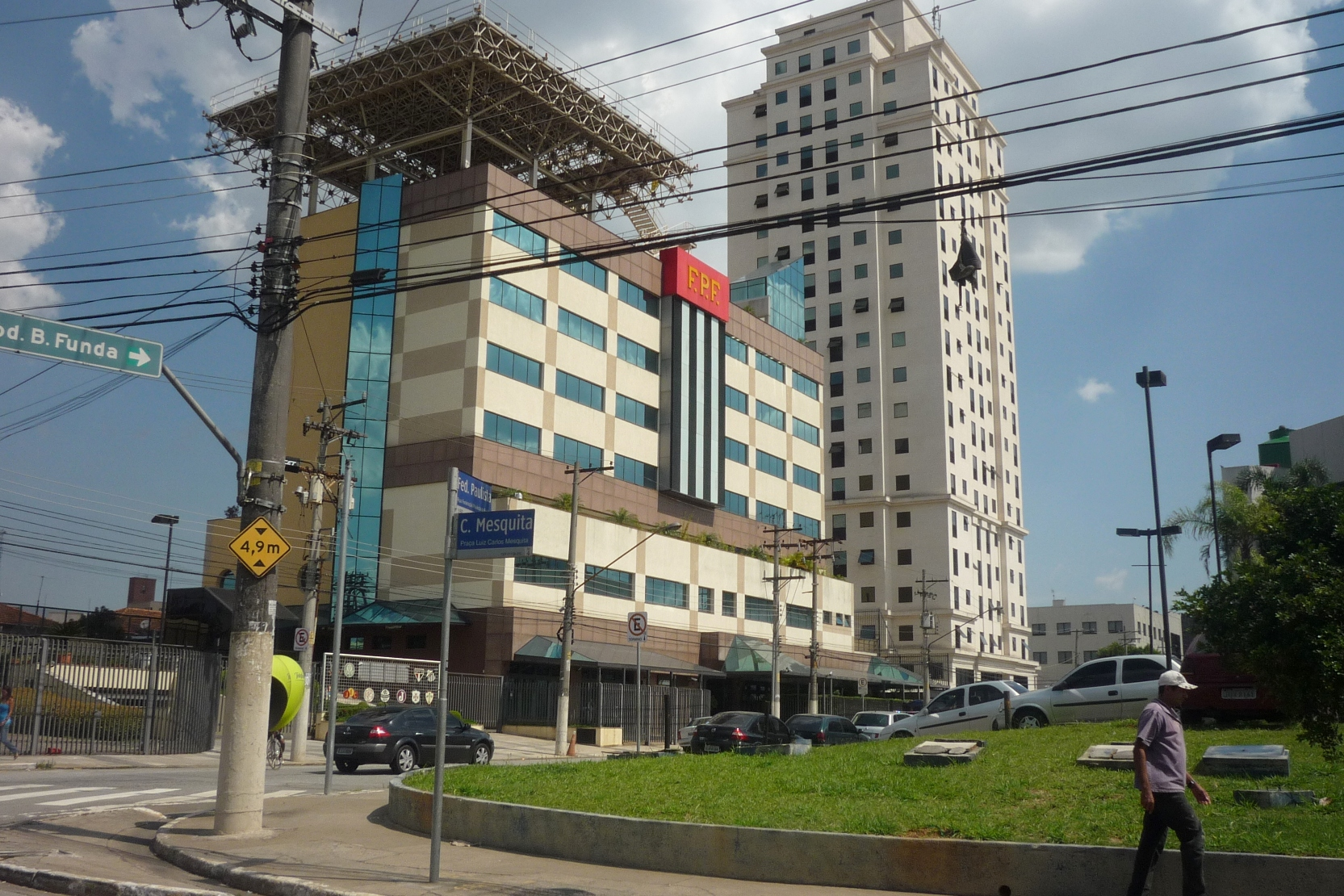
Prédio da Federação Paulista de Futebol em 2009

O primeiro Campeonato Paulista foi organizado em 1902 pela Liga Paulista de Foot-Ball (LPF), entidade fundada em 1901, e contou com 10 equipes da capital. Na década de 1910, aconteceu a primeira cisão no futebol paulista, que resultou na fundação da Associação Paulista de Esportes Atléticos (APEA). A nova entidade, que organizou seu primeiro campeonato paralelo ao torneio da LPF em 1913, defendia uma competição menos elitista. Após quatro temporadas com duas edições paralelas, a APEA prevaleceu sobre a LPF, que acabou extinta. A maior parte dos clubes da LPF disputaria o torneio que se considera atualmente a Segunda Divisão.
Em 1926, o Paulistano liderou uma nova cisão, por ser contrário à profissionalização do futebol paulista. Ferrenho defensor do amadorismo, o clube rompeu com a APEA e decidiu criar uma nova liga, denominada Liga de Amadores de Futebol (LAF). Por três temporadas, o futebol paulista teve dois campeonatos estaduais paralelos, até a desintegração da LAF em 1930. Em meados da década de 1930, ocorreu a última cisão no futebol local, novamente por conta de disputas acerca do profissionalismo. Fundou-se a Liga Paulista de Futebol, com a participação de Corinthians e Palestra Itália, os dois principais times paulistas da época.
Enfraquecida, a APEA não resistiu e acabou extinta após a temporada de 1936. Entre 1937 e 1941, a nova entidade se consolidaria — foi rebatizada para Liga de Futebol Paulista (em 1937), Liga de Futebol do Estado de São Paulo (de 1938 a 1940) e, por fim, Federação Paulista de Futebol (desde 1941).
Resumidamente, a ordem cronológica das entidades responsáveis pela organização do campeonato segue como:
- Liga Paulista de Foot-Ball, acrônimo LPF (1902–1912)
- Associação Paulista de Esportes Atléticos, acrônimo APEA, e LPF (1913–1916)
- APEA (1917–1925)
- APEA e Liga dos Amadores de Futebol, acrônimo LAF (1926–1929)
- APEA (1930–1932)
- APEA e Federação Paulista de Football, acrônimo FPF [nota 1] (1933-1934)
- APEA e Liga Paulista de Futebol, acrônimo LPF [nota 2] (1935–1936)
- Liga de Futebol Paulista, acrônimo LFP [nota 3] (1937)
- Liga de Futebol do Estado de São Paulo, acrônimo LFESP [nota 4] (1938–1940)
- Federação Paulista de Futebol, acrônimo FPF (1941 até a atualidade)

Com o calendário mais enxuto devido ao rebaixamento de seis equipes em 2017, a competição ficou com 16 equipes, sendo divididas em quatro grupos de quatro clubes cada. Na primeira fase do campeonato, as equipes enfrentam apenas clubes de outros grupos, somando um total de 12 rodadas. As duas equipes com maior pontuação em cada grupo avançam para as quartas de final. A partir daí uma nova mudança. O mata-mata voltaria a ser disputado em turno e returno, até que o campeão seja definido, diferente dos últimos anos, quando o time com a melhor campanha decidia em casa.
Porém, em 2020, o regulamento foi novamente alterado e todos os jogos do campeonato são em jogo único, com exceção da final, onde o mandante do jogo de volta é aquele com a melhor companha no campeonato.

### Troféu do Interior
A Federação Paulista de Futebol definiu com o aval de representantes dos 16 clubes do estado, a fórmula de disputa do Campeonato Paulista 2017. A grande novidade foi o retorno do Troféu do Interior, que ganhou uma importância maior ao dar para o time vencedor uma vaga à Copa do Brasil, e duas vagas à Série D para os dois melhores colocados que não participam do campeonato brasileiro. Eram classificados os clubes entre 9.º e 14.º lugar na tabela de classificação do Campeonato Paulista, com exceção dos clubes da capital e de Santos.

Na última edição do torneio, em 2023, passou a se chamar "Taça Independência", onde deixaram de participar os clubes que jogavam a Série A do Campeonato Brasileiro, e foi permitido o ingresso da Portuguesa, mesmo estando sediada na capital.

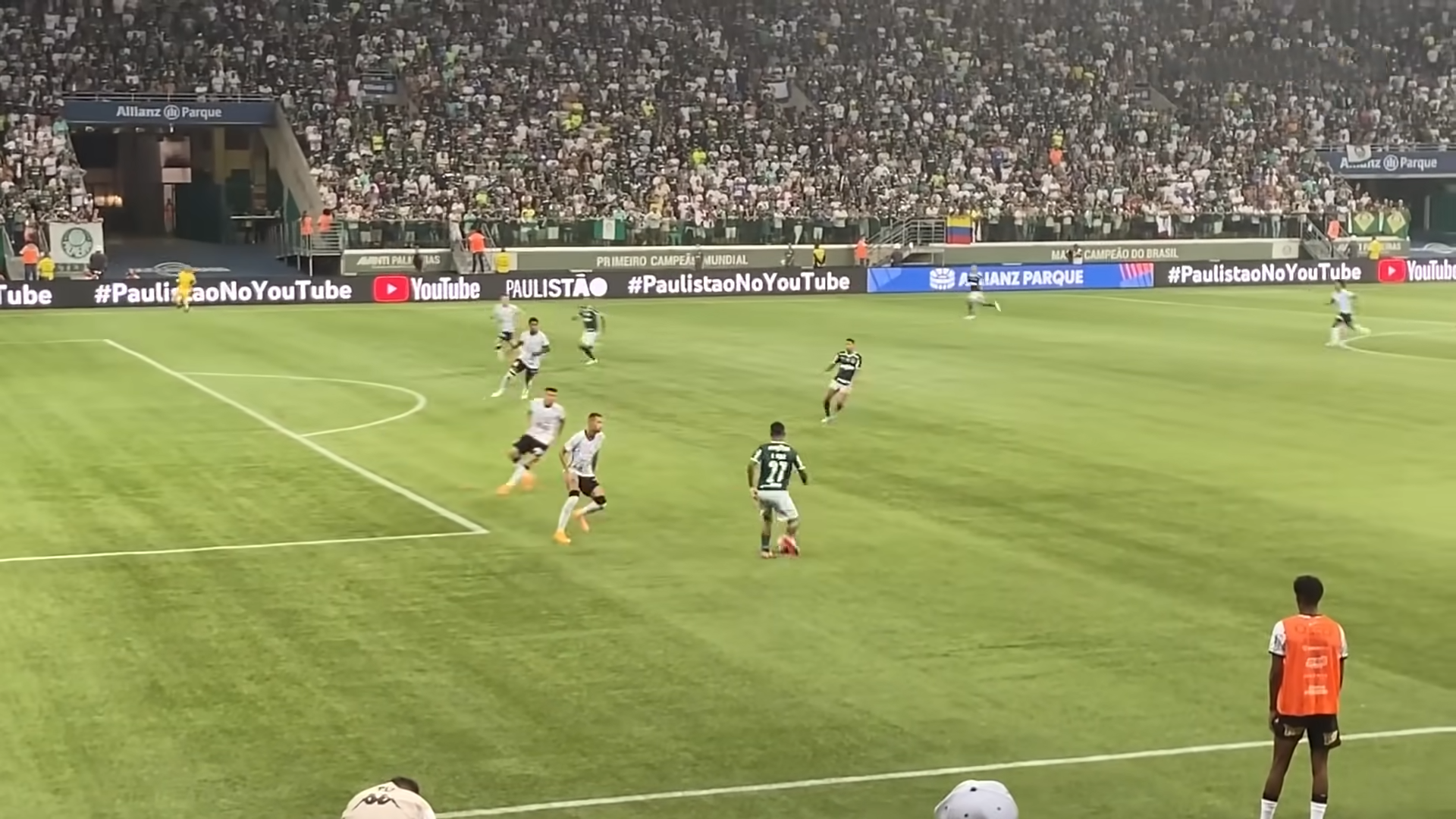
Lance do clássico disputado pelo Campeonato Paulista de 2022 entre Palmeiras e Corinthians

## Direitos de transmissão
Até o ano de 2021, o Grupo Globo deteve os direitos de transmissão do Campeonato Paulista da Série A. O último contrato, assinado em 2015, abrangeu dois triênios (2016-2018 e 2019-2021) para transmissão na TV aberta (TV Globo), TV fechada (SporTV) e pay-per-view (Premiere).
A partir da temporada 2022, os direitos de transmissão serão divididos pela primeira vez. A RecordTV e o YouTube transmitirão um jogo por rodada, na TV Aberta e por streaming gratuito, respectivamente (Posteriormente, o Youtube, por meio da CazéTV, passou a transmititir até seis jogos por rodada). Já o streaming pago HBO Max irá transmitir 28 partidas (inicialmente somente pelo streaming, a TNT passou a levar ao ar os jogos de direito da Max para a TV paga). Pelo pay-per-view, foi introduzido o streaming Paulistão Play, além de dividir pelos anos de 2022 e 2023 com o Premiere.
A TV Cultura conseguiu os direitos de transmissões da Série A2 e a Rede Família da Série A3, estas, juntamente do Youtube. Todos os contratos são válidos até a temporada de 2025.

## Prêmio em dinheiro
No Campeonato Paulista de 2023, a Federação Paulista de Futebol pagou ao campeão daquela edição R$ 5 milhões, enquanto o vice-campeão embolsou R$ 1,6 milhões.

## Campeões
Durante os anos, o primeiro nível do futebol paulista contou com diversas denominações:
- 1947 a 1959: Primeira Divisão
- 1960 a 1979: Divisão Especial
- 1980 a 1993: Primeira Divisão
- Desde 1994: Série A1

Abaixo, a lista dos campeões:

### Campeonato Paulista
| Ano             | Org.  | Campeão                      | Vice-campeão           | Terceiro colocado       | Quarto colocado         |
| --------------- | ----- | ---------------------------- | ---------------------- | ----------------------- | ----------------------- |
| 1902            | LPF   | São Paulo Athletic (1)       | Paulistano (1)         | Mackenzie (1)           | Germânia (1)            |
| 1903            | LPF   | São Paulo Athletic(INV) (2)  | Paulistano (2)         | Mackenzie (2)           | S.C. Internacional (1)  |
| 1904            | LPF   | São Paulo Athletic (3)       | Paulistano (3)         | S.C. Internacional (1)  | Mackenzie (1)           |
| 1905            | LPF   | Paulistano(INV) (1)          | Germânia (1)           | S.C. Internacional (2)  | São Paulo Athletic (1)  |
| 1906            | LPF   | Germânia (1)                 | S.C. Internacional (1) | A.A. das Palmeiras (1)  | Paulistano (1)          |
| 1907            | LPF   | S.C. Internacional (1)       | Paulistano (4)         | –                       | Germânia (2)            |
| 1907            | LPF   | S.C. Internacional (1)       | S.C. Americano (1)     | –                       | Germânia (2)            |
| 1908            | LPF   | Paulistano (2)               | Germânia (2)           | S.C. Americano (1)      | S.C. Internacional (2)  |
| 1909            | LPF   | A.A. das Palmeiras (1)       | Paulistano (5)         | S.C. Internacional (3)  | S.C. Americano (1)      |
| 1910            | LPF   | A.A. das Palmeiras(INV) (2)  | S.C. Americano (2)     | São Paulo Athletic (1)  | Paulistano (2)          |
| 1911            | LPF   | São Paulo Athletic (4)       | S.C. Americano (3)     | Paulistano (1)          | Ypiranga (1)            |
| 1912            | LPF   | S.C. Americano(INV) (1)      | Paulistano (6)         | Germânia (1)            | Mackenzie (2)           |
| 1913 (LPF/APEA) | LPF   | S.C. Americano(INV) (2)      | Ypiranga (1)           | S.C. Internacional (4)  | Corinthians (1)         |
| 1913 (LPF/APEA) | APEA  | Paulistano (3)               | Mackenzie (1)          | A.A. das Palmeiras (2)  | –                       |
| 1914 (LPF/APEA) | LPF   | Corinthians(INV) (1)         | Campos Elíseos (1)     | Minas Gerais (1)        | S.C. Internacional (3)  |
| 1914 (LPF/APEA) | APEA  | A.A. São Bento (INV) (1)     | Paulistano (7)         | Mackenzie (3)           | Ypiranga (2)            |
| 1915 (LPF/APEA) | LPF   | Germânia (2)                 | Campos Elíseos (2)     | S.C. Internacional (5)  | Luzitano (1)            |
| 1915 (LPF/APEA) | APEA  | A.A. das Palmeiras (INV) (3) | Mackenzie (2)          | Ypiranga (1)            | Paulistano (3)          |
| 1916 (LPF/APEA) | LPF   | Corinthians(INV) (2)         | União Lapa (1)         | Alumni (1)              | Campos Elíseos (1)      |
| 1916 (LPF/APEA) | APEA  | Paulistano (4)               | A.A. São Bento (1)     | Mackenzie (4)           | Ypiranga (3)            |
| 1917            | APEA  | Paulistano (5)               | Palestra Itália (1)    | Santos (1)              | Corinthians (2)         |
| 1918            | APEA  | Paulistano (6)               | Corinthians (1)        | A.A. das Palmeiras (3)  | Santos (1)              |
| 1919            | APEA  | Paulistano (7)               | Palestra Itália (2)    | Corinthians (1)         | Ypiranga (4)            |
| 1920            | APEA  | Palestra Itália (1)          | Paulistano (8)         | Corinthians (2)         | A.A. São Bento (1)      |
| 1921            | APEA  | Paulistano (8)               | Palestra Itália (3)    | Corinthians (3)         | A.A. São Bento (2)      |
| 1922            | APEA  | Corinthians (3)              | Palestra Itália (4)    | Sírio (1)               | Paulistano (4)          |
| 1923            | APEA  | Corinthians (4)              | Palestra Itália (5)    | Sírio (2)               | A.A. São Bento (3)      |
| 1924            | APEA  | Corinthians (5)              | Paulistano (9)         | A.A. São Bento (1)      | Santos (2)              |
| 1925            | APEA  | A.A. São Bento (2)           | Corinthians (2)        | Paulistano (2)          | Santos (3)              |
| 1926 (APEA/LAF) | APEA  | Palestra Itália(INV) (2)     | Auto (1)               | Corinthians (4)         | Santos (4)              |
| 1926 (APEA/LAF) | LAF   | Paulistano (9)               | Germânia (3)           | Independência (1)       | Antarctica (1)          |
| 1927 (APEA/LAF) | APEA  | Palestra Itália (3)          | Santos (1)             | Corinthians (5)         | Guarani (1)             |
| 1927 (APEA/LAF) | LAF   | Paulistano(INV) (10)         | Hespanha (1)           | Paulista (1)            | A.A. São Bento (4)      |
| 1928 (APEA/LAF) | APEA  | Corinthians (6)              | Santos (2)             | Palestra Itália (1)     | Guarani (2)             |
| 1928 (APEA/LAF) | LAF   | S.C. Internacional (2)       | Paulistano (10)        | Hespanha (1)            | Ponte Preta (1)         |
| 1929 (APEA/LAF) | APEA  | Corinthians(INV) (7)         | Santos (3)             | Palestra Itália (2)     | Portuguesa (1)          |
| 1929 (APEA/LAF) | LAF   | Paulistano (11)              | Ponte Preta (1)        | S.C. Internacional (6)  | Independência (1)       |
| 1930            | APEA  | Corinthians (8)              | São Paulo (1)          | Palestra Itália (3)     | Santos (5)              |
| 1931            | APEA  | São Paulo (1)                | Palestra Itália (6)    | Santos (2)              | Atlético Santista (1)   |
| 1932            | APEA  | Palestra Itália(INV) (4)     | São Paulo (2)          | Juventus-SP (1)         | Germânia (3)            |
| 1933 (APEA/FPF) | APEA  | Palestra Itália (5)          | São Paulo (3)          | Portuguesa (1)          | Corinthians (2)         |
| 1933 (APEA/FPF) | FPF   | Albion (1)                   | União Guarany (1)      | São Paulo Railway (1)   | –                       |
| 1934 (APEA/FPF) | APEA  | Palestra Itália (6)          | São Paulo (4)          | Portuguesa (2)          | Corinthians (3)         |
| 1934 (APEA/FPF) | FPF   | Fiorentino(INV) (1)          | Hespanha (2)           | Armênia (1)             | –                       |
| 1935 (APEA/LPF) | APEA  | Portuguesa (1)               | Ypiranga (2)           | Estudantes (1)          | E.C. São Caetano (1)    |
| 1935 (APEA/LPF) | LPF   | Santos (1)                   | Palestra Itália (7)    | Corinthians (6)         | Hespanha (1)            |
| 1936 (APEA/LPF) | APEA  | Portuguesa (2)               | Ypiranga (3)           | E.C. São Caetano (1)    | Tremembé (1)            |
| 1936 (APEA/LPF) | LPF   | Palestra Itália (7)          | Corinthians (3)        | Portuguesa Santista (1) | Santos (6)              |
| 1937            | LFP   | Corinthians (9)              | Palestra Itália (8)    | Portuguesa Santista (2) | Estudantes (1)          |
| 1938            | LFESP | Corinthians(INV) (10)        | São Paulo (5)          | Portuguesa Santista (3) | Palestra Itália (1)     |
| 1939            | LFESP | Corinthians (11)             | Palestra Itália (9)    | Portuguesa (3)          | São Paulo Railway (1)   |
| 1940            | LFESP | Palestra Itália (8)          | Portuguesa (1)         | Ypiranga (2)            | Corinthians (4)         |
| 1941            | FPF   | Corinthians (12)             | São Paulo (6)          | Palestra Itália (4)     | Portuguesa (2)          |
| 1942            | FPF   | Palmeiras (9)                | Corinthians (4)        | São Paulo (1)           | Ypiranga (5)            |
| 1943            | FPF   | São Paulo (2)                | Corinthians (5)        | Palmeiras (5)           | Juventus-SP (1)         |
| 1944            | FPF   | Palmeiras (10)               | São Paulo (7)          | Corinthians (7)         | Ypiranga (6)            |
| 1945            | FPF   | São Paulo (3)                | Corinthians (6)        | Palmeiras (6)           | Portuguesa (3)          |
| 1946            | FPF   | São Paulo(INV) (4)           | Corinthians (7)        | Portuguesa (4)          | Santos (7)              |
| 1947            | FPF   | Palmeiras (11)               | Corinthians (8)        | Portuguesa (5)          | São Paulo (1)           |
| 1948            | FPF   | São Paulo (5)                | Santos (4)             | Ypiranga (3)            | Corinthians (5)         |
| 1949            | FPF   | São Paulo (6)                | Palmeiras (10)         | Portuguesa (6)          | Santos (8)              |
| 1950            | FPF   | Palmeiras (12)               | São Paulo (8)          | –                       | Portuguesa (4)          |
| 1950            | FPF   | Palmeiras (12)               | Santos (5)             | –                       | Portuguesa (4)          |
| 1951            | FPF   | Corinthians (13)             | Palmeiras (11)         | Portuguesa (7)          | São Paulo (2)           |
| 1952            | FPF   | Corinthians (14)             | São Paulo (9)          | Portuguesa (8)          | Palmeiras (2)           |
| 1953            | FPF   | São Paulo (7)                | Palmeiras (12)         | Corinthians (8)         | Portuguesa (5)          |
| 1954            | FPF   | Corinthians (15)             | Palmeiras (13)         | São Paulo (2)           | Santos (9)              |
| 1955            | FPF   | Santos (2)                   | Corinthians (9)        | São Paulo (3)           | Palmeiras (3)           |
| 1956            | FPF   | Santos (3)                   | São Paulo (10)         | Corinthians (9)         | Palmeiras (4)           |
| 1957            | FPF   | São Paulo (8)                | Santos (6)             | Corinthians (10)        | Palmeiras (5)           |
| 1958            | FPF   | Santos (4)                   | São Paulo (11)         | Corinthians (11)        | Palmeiras (6)           |
| 1959            | FPF   | Palmeiras (13)               | Santos (7)             | São Paulo (4)           | Ferroviária (1)         |
| 1960            | FPF   | Santos (5)                   | Portuguesa (2)         | Corinthians (12)        | Palmeiras (7)           |
| 1961            | FPF   | Santos (6)                   | Palmeiras (14)         | São Paulo (5)           | Portuguesa (6)          |
| 1962            | FPF   | Santos (7)                   | Corinthians (10)       | –                       | Palmeiras (8)           |
| 1962            | FPF   | Santos (7)                   | São Paulo (12)         | –                       | Palmeiras (8)           |
| 1963            | FPF   | Palmeiras (14)               | São Paulo (13)         | Santos (3)              | E.C. São Bento (1)      |
| 1964            | FPF   | Santos (8)                   | Palmeiras (15)         | Portuguesa (9)          | Corinthians (6)         |
| 1965            | FPF   | Santos (9)                   | Palmeiras (16)         | Corinthians (13)        | Portuguesa (7)          |
| 1966            | FPF   | Palmeiras (15)               | Corinthians (11)       | Santos (4)              | Comercial (1)           |
| 1967            | FPF   | Santos (10)                  | São Paulo (14)         | Corinthians (14)        | Palmeiras (9)           |
| 1968            | FPF   | Santos (11)                  | Corinthians (12)       | Ferroviária (1)         | Portuguesa (8)          |
| 1969            | FPF   | Santos (12)                  | Palmeiras (17)         | São Paulo (6)           | Corinthians (7)         |
| 1970            | FPF   | São Paulo (9)                | Palmeiras (18)         | –                       | Santos (10)             |
| 1970            | FPF   | São Paulo (9)                | Ponte Preta (2)        | –                       | Santos (10)             |
| 1971            | FPF   | São Paulo (10)               | Palmeiras (19)         | Corinthians (15)        | Santos (11)             |
| 1972            | FPF   | Palmeiras(INV) (16)          | São Paulo (15)         | Santos (5)              | Corinthians (8)         |
| 1973            | FPF   | Santos (13)                  | –                      | Palmeiras (7)           | Corinthians (9)         |
| 1973            | FPF   | Portuguesa (3)               | –                      | Palmeiras (7)           | Corinthians (9)         |
| 1974            | FPF   | Palmeiras (17)               | Corinthians (13)       | Santos (6)              | Portuguesa (9)          |
| 1975            | FPF   | São Paulo (11)               | Portuguesa (3)         | Palmeiras (8)           | Corinthians (10)        |
| 1976            | FPF   | Palmeiras (18)               | XV de Piracicaba (1)   | Guarani (1)             | Botafogo-SP (1)         |
| 1977            | FPF   | Corinthians (16)             | Ponte Preta (3)        | Palmeiras (9)           | São Paulo (3)           |
| 1978            | FPF   | Santos (14)                  | São Paulo (16)         | Guarani (2)             | Palmeiras (10)          |
| 1979            | FPF   | Corinthians (17)             | Ponte Preta (4)        | Palmeiras (10)          | Guarani (3)             |
| 1980            | FPF   | São Paulo (12)               | Santos (8)             | Ponte Preta (1)         | Corinthians (11)        |
| 1981            | FPF   | São Paulo (13)               | Ponte Preta (5)        | Guarani (3)             | Palmeiras (11)          |
| 1982            | FPF   | Corinthians (18)             | São Paulo (17)         | Palmeiras (11)          | Ponte Preta (2)         |
| 1983            | FPF   | Corinthians (19)             | São Paulo (18)         | Santos (7)              | Palmeiras (12)          |
| 1984            | FPF   | Santos (15)                  | Corinthians (14)       | São Paulo (7)           | Palmeiras (13)          |
| 1985            | FPF   | São Paulo (14)               | Portuguesa (4)         | Guarani (4)             | Ferroviária (2)         |
| 1986            | FPF   | Inter de Limeira (1)         | Palmeiras (20)         | Corinthians (16)        | Santos (12)             |
| 1987            | FPF   | São Paulo (15)               | Corinthians (15)       | Santos (8)              | Palmeiras (14)          |
| 1988            | FPF   | Corinthians (20)             | Guarani (1)            | São Paulo (8)           | São José-SP (1)         |
| 1989            | FPF   | São Paulo (16)               | São José-SP (1)        | Corinthians (17)        | Bragantino (1)          |
| 1990            | FPF   | Bragantino (1)               | Novorizontino (1)      | Corinthians (18)        | Palmeiras (15)          |
| 1991            | FPF   | São Paulo (17)               | Corinthians (16)       | Palmeiras (12)          | Portuguesa (10)         |
| 1992            | FPF   | São Paulo (18)               | Palmeiras (21)         | Mogi Mirim (1)          | Ponte Preta (3)         |
| 1993            | FPF   | Palmeiras (19)               | Corinthians (17)       | São Paulo (9)           | Santos (13)             |
| 1994            | FPF   | Palmeiras (20)               | São Paulo (19)         | Corinthians (19)        | Santos (14)             |
| 1995            | FPF   | Corinthians (21)             | Palmeiras (22)         | Portuguesa (10)         | São Paulo (4)           |
| 1996            | FPF   | Palmeiras (21)               | São Paulo (20)         | Portuguesa (11)         | Corinthians (12)        |
| 1997            | FPF   | Corinthians (22)             | São Paulo (21)         | Santos (9)              | Palmeiras (16)          |
| 1998            | FPF   | São Paulo (19)               | Corinthians (18)       | Portuguesa (12)         | Palmeiras (17)          |
| 1999            | FPF   | Corinthians (23)             | Palmeiras (23)         | São Paulo (10)          | Santos (15)             |
| 2000            | FPF   | São Paulo (20)               | Santos (9)             | Corinthians (20)        | Palmeiras (18)          |
| 2001            | FPF   | Corinthians (24)             | Botafogo-SP (1)        | Ponte Preta (2)         | Santos (16)             |
| 2002            | FPF   | Ituano (1)                   | União São João (1)     | Rio Branco-SP (1)       | Juventus-SP (2)         |
| 2003            | FPF   | Corinthians (25)             | São Paulo (22)         | Portuguesa Santista (4) | Palmeiras (19)          |
| 2004            | FPF   | São Caetano (1)              | Paulista (1)           | Santos (10)             | Palmeiras (20)          |
| 2005            | FPF   | São Paulo (21)               | Corinthians (19)       | Santos (11)             | Santo André (1)         |
| 2006            | FPF   | Santos (16)                  | São Paulo (23)         | Palmeiras (13)          | Noroeste (1)            |
| 2007            | FPF   | Santos (17)                  | São Caetano (1)        | São Paulo (11)          | Bragantino (2)          |
| 2008            | FPF   | Palmeiras (22)               | Ponte Preta (6)        | São Paulo (12)          | Guaratinguetá (1)       |
| 2009            | FPF   | Corinthians(INV) (26)        | Santos (10)            | Palmeiras (14)          | São Paulo (5)           |
| 2010            | FPF   | Santos (18)                  | Santo André (1)        | Grêmio Prudente (1)     | São Paulo (6)           |
| 2011            | FPF   | Santos (19)                  | Corinthians (20)       | Palmeiras (15)          | São Paulo (7)           |
| 2012            | FPF   | Santos (20)                  | Guarani (2)            | São Paulo (13)          | Ponte Preta (4)         |
| 2013            | FPF   | Corinthians (27)             | Santos (11)            | São Paulo (14)          | Mogi Mirim (1)          |
| 2014            | FPF   | Ituano (2)                   | Santos (12)            | Palmeiras (16)          | Penapolense (1)         |
| 2015            | FPF   | Santos (21)                  | Palmeiras (24)         | Corinthians (21)        | São Paulo (8)           |
| 2016            | FPF   | Santos (22)                  | Audax (1)              | Corinthians (22)        | Palmeiras (21)          |
| 2017            | FPF   | Corinthians (28)             | Ponte Preta (7)        | Palmeiras (17)          | São Paulo (9)           |
| 2018            | FPF   | Corinthians (29)             | Palmeiras (25)         | São Paulo (15)          | Santos (17)             |
| 2019            | FPF   | Corinthians (30)             | São Paulo (24)         | Palmeiras (18)          | Santos (18)             |
| 2020            | FPF   | Palmeiras (23)               | Corinthians (21)       | Mirassol (1)            | Ponte Preta (5)         |
| 2021            | FPF   | São Paulo (22)               | Palmeiras (26)         | Corinthians (23)        | Mirassol (1)            |
| 2022            | FPF   | Palmeiras (24)               | São Paulo (25)         | Corinthians (24)        | Red Bull Bragantino (3) |
| 2023            | FPF   | Palmeiras (25)               | Água Santa (1)         | Red Bull Bragantino (1) | Ituano (1)              |
| 2024            | FPF   | Palmeiras (26)               | Santos (13)            | Red Bull Bragantino (2) | Novorizontino (1)       |
| 2025            | FPF   | Corinthians (31)             | Palmeiras (27)         | São Paulo (16)          | Santos (19)             |

1. 1 2 3 4  O regulamento da época não previa critérios de desempate entre os vices, portanto as equipes listadas empataram em número de pontos e foram declaradas vice-campeãs.[46]
2. ↑  O Campeonato Paulista de Futebol de 1931 foi vencido pelo São Paulo Futebol Clube, posteriormente apelidado de São Paulo da Floresta, que fechou suas portas em maio de 1935 e foi refundado em dezembro daquele mesmo ano, mantendo o nome e demais tradições que ostenta até hoje. Por essa razão, este título é computado ao São Paulo F.C., independentemente se antes ou após sua reorganização.[47][48][49][50][51][52] Acrescentam-se a isso os fatos de que, de acordo com o novo estatuto do Clube, aprovado pela egrégia Assembleia Geral, em 3 de dezembro de 2016, a fundação do São Paulo F.C. se deu em 25 de janeiro de 1930, passando a ter efeitos jurídicos a partir de 1º de janeiro de 2017.[53][54]
3. ↑  O Campeonato Paulista de Futebol de 1973 foi decidido nos pênaltis, entre Santos e Portuguesa. Após a terceira rodada de cobranças, o placar estava 2x0 para o Santos. Erradamente, o árbitro Armando Marques encerrou a partida, declarando o Santos como campeão (na verdade, a Portuguesa ainda tinha a chance de empatar a série). No dia seguinte, a FPF tentou corrigir o engano e declarou as duas equipes como campeãs. O Palmeiras, que havia feito a melhor campanha na primeira fase, herdou o vice-campeonato.[57][58]
4. ↑  No Campeonato Paulista de Futebol de 2002, não houve a participação de Corinthians, Etti Jundiaí, Guarani, Palmeiras, Ponte Preta, Portuguesa, Santos, São Caetano e São Paulo, devido a participação destes no Torneio Rio-São Paulo de 2002. Neste ano realizou-se uma competição denominada Supercampeonato Paulista, na qual o São Paulo sagrou-se campeão.

### Campeonato Paulista Extra
| Ano  | Organizador | Campeão         | Vice-campeão | Terceiro colocado | Quarto colocado |
| ---- | ----------- | --------------- | ------------ | ----------------- | --------------- |
| 1926 | APEA        | Palestra Itália | Sírio        | Santos            | A.A. São Bento  |
| 1938 | LFESP       | Palestra Itália | Corinthians  | São Paulo Railway | Santos          |

### Supercampeonato Paulista
| Ano  | Organizador | Campeão   | Vice-campeão | Terceiro colocado | Quarto colocado |
| ---- | ----------- | --------- | ------------ | ----------------- | --------------- |
| 2002 | FPF         | São Paulo | Ituano       | Corinthians       | Palmeiras       |

## Títulos

### Por clube
| Clube                             | Campeão | Anos dos Títulos | Vice | Anos dos Vices |
| --------------------------------- | ------- | --- | ---- | --- |
| Corinthians (São Paulo)           | 31      | 1914, 1916, 1922, 1923, 1924, 1928, 1929, 1930, 1937, 1938, 1939, 1941, 1951, 1952, 1954, 1977, 1979, 1982, 1983, 1988, 1995, 1997, 1999, 2001, 2003, 2009, 2013, 2017, 2018, 2019, 2025 | 21   | 1918, 1925, 1936, 1942, 1943, 1945, 1946, 1947, 1955, 1962, 1966, 1968, 1974, 1984, 1987, 1991, 1993, 1998, 2005, 2011, 2020                                     |
| Palmeiras (São Paulo)             | 26      | 1920, 1926, 1927, 1932, 1933, 1934, 1936, 1940, 1942, 1944, 1947, 1950, 1959, 1963, 1966, 1972, 1974, 1976, 1993, 1994, 1996, 2008, 2020, 2022, 2023, 2024                               | 27   | 1917, 1919, 1921, 1922, 1923, 1931, 1935, 1937, 1939, 1949, 1951, 1953, 1954, 1961, 1964, 1965, 1969, 1970, 1971, 1986, 1992, 1995, 1999, 2015, 2018, 2021, 2025 |
| São Paulo (São Paulo)             | 22      | 1931, 1943, 1945, 1946, 1948, 1949, 1953, 1957, 1970, 1971, 1975, 1980, 1981, 1985, 1987, 1989, 1991, 1992, 1998, 2000, 2005, 2021                                                       | 25   | 1930, 1932, 1933, 1934, 1938, 1941, 1944, 1950, 1952, 1956, 1958, 1962, 1963, 1967, 1972, 1978, 1982, 1983, 1994, 1996, 1997, 2003, 2006, 2019, 2022             |
| Santos (Santos)                   | 22      | 1935, 1955, 1956, 1958, 1960, 1961, 1962, 1964, 1965, 1967, 1968, 1969, 1973, 1978, 1984, 2006, 2007, 2010, 2011, 2012, 2015, 2016                                                       | 13   | 1927, 1928, 1929, 1948, 1950, 1957, 1959, 1980, 2000, 2009, 2013, 2014, 2024                                                                                     |
| Paulistano (São Paulo)            | 11      | 1905, 1908, 1913, 1916, 1917, 1918, 1919, 1921, 1926, 1927, 1929 | 10   | 1902, 1903, 1904, 1907, 1909, 1912, 1914, 1920, 1924, 1928 |
| São Paulo Athletic (São Paulo)    | 4       | 1902, 1903, 1904, 1911 | 0    | |
| Portuguesa (São Paulo)            | 3       | 1935, 1936, 1973 | 4    | 1940, 1960, 1975, 1985 |
| AA das Palmeiras (São Paulo)      | 3       | 1909, 1910, 1915 | 0    | |
| S.C. Americano (Santos/São Paulo) | 2       | 1912, 1913 | 3    | 1907, 1910, 1911 |
| Germânia (São Paulo)              | 2       | 1906, 1915 | 3    | 1905, 1908, 1926 |
| Internacional (São Paulo)         | 2       | 1907, 1928 | 1    | 1906 |
| AA São Bento (São Paulo)          | 2       | 1914, 1925 | 1    | 1916 |
| Ituano (Itu)                      | 2       | 2002, 2014 | 0    | |
| São Caetano (São Caetano do Sul)  | 1       | 2004 | 1    | 2007 |
| Albion (São Paulo)                | 1       | 1933 | 0    | |
| Juventus (São Paulo)              | 1       | 1934 | 0    | |
| Inter de Limeira (Limeira)        | 1       | 1986 | 0    | |
| Bragantino (Bragança Paulista)    | 1       | 1990 | 0    | |
| Ponte Preta (Campinas)            | 0       | | 7    | 1929, 1970, 1977, 1979, 1981, 2008, 2017 |
| Ypiranga (São Paulo)              | 0       | | 3    | 1913, 1935, 1936 |
| Mackenzie (São Paulo)             | 0       | | 2    | 1913, 1915 |
| Campos Elíseos (São Paulo)        | 0       | | 2    | 1914, 1915 |
| Jabaquara (Santos)                | 0       | | 2    | 1927, 1934 |
| Guarani (Campinas)                | 0       | | 2    | 1988, 2012 |
| União Lapa (São Paulo)            | 0       | | 1    | 1916 |
| Auto Sport (São Paulo)            | 0       | | 1    | 1926 |
| União Guarany                     | 0       | | 1    | 1933 |
| XV de Piracicaba (Piracicaba)     | 0       | | 1    | 1976 |
| São José-SP (São José dos Campos) | 0       | | 1    | 1989 |
| Novorizontino (Novo Horizonte)    | 0       | | 1    | 1990 |
| Botafogo-SP (Ribeirão Preto)      | 0       | | 1    | 2001 |
| União São João (Araras)           | 0       | | 1    | 2002 |
| Paulista (Jundiaí)                | 0       | | 1    | 2004 |
| Santo André (Santo André)         | 0       | | 1    | 2010 |
| Audax (Osasco)                    | 0       | | 1    | 2016 |
| Água Santa (Diadema)              | 0       | | 1    | 2023 |

  Campeão invicto. 

### Por cidade
| Cidade              | Títulos  | Vices    |
| ------------------- | -------- | -------- |
| São Paulo           | 110 (13) | 105 (12) |
| Santos              | 22 (01)  | 14 (03)  |
| Itu                 | 02 (01)  | 0        |
| São Caetano do Sul  | 01 (01)  | 01 (01)  |
| Bragança Paulista   | 01 (01)  | 0        |
| Limeira             | 01 (01)  | 0        |
| Campinas            | 0        | 09 (02)  |
| Osasco              | 0        | 01 (01)  |
| Santo André         | 0        | 01 (01)  |
| Jundiaí             | 0        | 01 (01)  |
| Araras              | 0        | 01 (01)  |
| Ribeirão Preto      | 0        | 01 (01)  |
| Novo Horizonte      | 0        | 01 (01)  |
| São José dos Campos | 0        | 01 (01)  |
| Piracicaba          | 0        | 01 (01)  |
| Diadema             | 0        | 01 (01)  |

## Estatísticas

### Campeões invictos
Cinco vezes
- Corinthians — 1914, 1916, 1929, 1938, 2009

Três vezes
- Palmeiras — 1926, 1932, 1972

Duas vezes
- Paulistano — 1905, 1927
- A.A. das Palmeiras — 1910, 1915
- S.C. Americano — 1912, 1913

Uma vez
- São Paulo Athletic — 1903
- A.A. São Bento — 1914
- Juventus — 1934
- São Paulo — 1946

### Vice-Campeão invicto
Uma vez
- São Paulo — 1972

### Campeões consecutivos
Tetracampeonatos
- Paulistano — 1 vez (1916-17-18-19)

Tricampeonatos
- Corinthians — 4 vezes (1922-23-24, 1928-29-30, 1937-38-39, 2017-18-19)
- Santos — 3 vezes (1960-61-62, 1967-68-69, 2010-11-12)
- Palmeiras — 2 vezes (1932-33-34, 2022-23-24)
- São Paulo Athletic — 1 vez (1902-03-04)

Bicampeonatos
- São Paulo — 5 vezes (1945-46, 1948-49, 1970-71, 1980-81, 1991-92)
- Santos — 4 vezes (1955-56, 1964-65, 2006-07, 2015-16)
- Palmeiras — 2 vezes (1926-27, 1993-94)
- Corinthians — 2 vezes (1951-52, 1982-1983)
- Portuguesa — 1 vez (1935-36)
- A.A. das Palmeiras — 1 vez (1909-10)
- Paulistano — 1 vez (1926-27)
- S.C. Americano — 1 vez (1912-13)

### Campeões das décadas
Década de 1900
São Paulo Athletic, com 3 títulos (1902-03-04)
Década de 1910
Paulistano, com 5 títulos (1913-16-17-18-19)
Década de 1920
Corinthians, com 6 títulos (1922-23-24-28-29-30)
Década de 1930
Palestra Itália, com 5 títulos (1932-33-34-36-40)
Década de 1940
São Paulo, com 5 títulos (1943-45-46-48-49)
Década de 1950
Santos, com 4 títulos (1955-56-58-60)
Década de 1960
Santos, com 7 títulos (1961-62-64-65-67-68-69)
Década de 1970
Palmeiras e São Paulo, com 3 títulos (1972-74-76 e 1971-75-80, respectivamente)
Década de 1980
São Paulo, com 4 títulos (1981-85-87-89)
Década de 1990
São Paulo, com 4 títulos (1991-92-98-00)
Década de 2000
Corinthians e Santos, com 3 títulos (2001-03-09 e 2006-07-10, respectivamente)
Década de 2010
Santos e Corinthians, com 4 títulos (2011-12-15-16 e 2013-17-18-19, respectivamente)
Década de 2020
Palmeiras, com 3 títulos (2022-23-24)

## Artilheiros
| Ano             | Artilheiro                                         | Clube                                                                                          | Gols  |
| --------------- | -------------------------------------------------- | ---------------------------------------------------------------------------------------------- | ----- |
| 1902            | Charles Miller                                     | São Paulo Athletic                                                                             | 10    |
| 1903            | Álvaro Herbert Boyes                               | Paulistano São Paulo Athletic                                                                  | 04    |
| 1904            | Herbert Boyes Charles Miller                       | São Paulo Athletic São Paulo Athletic                                                          | 09    |
| 1905            | Hermann Friese                                     | Germânia                                                                                       | 14    |
| 1906            | Fred Fuller                                        | Germânia                                                                                       | 04    |
| 1907            | Léo                                                | S.C. Internacional                                                                             | 08    |
| 1908            | Peres                                              | Paulistano                                                                                     | 06    |
| 1909            | Bibi                                               | Paulistano                                                                                     | 09    |
| 1910            | Herbert Boyes Eurico Rubens Sales                  | Clube Atlético São Paulo A. A. das Palmeiras Paulistano                                        | 10    |
| 1911            | Décio                                              | S.C. Americano                                                                                 | 07    |
| 1912            | Arthur Friedenreich                                | Mackenzie                                                                                      | 16    |
| 1913 (LPF/APEA) | Décio                                              | S.C. Americano (LPF)                                                                           | 07    |
| 1913 (LPF/APEA) | José Pedro Luiz Luiz Alves Mesquita Renato Whatley | Mackenzie (APEA) A.A. das Palmeiras (APEA) Mackenzie (APEA) Paulistano (APEA) Mackenzie (APEA) | 03    |
| 1914 (LPF/APEA) | Neco Arthur Friedenreich                           | Corinthians (LPF) Paulistano (APEA)                                                            | 12    |
| 1915 (LPF/APEA) | Facchini Nazaré                                    | Campos Elíseos (LPF) A.A. das Palmeiras (APEA)                                                 | 17 13 |
| 1916 (LPF/APEA) | Aparício Mariano Ary Patusca                       | Corinthians (LPF) Paulistano (APEA) Santos(APEA)                                               | 07 08 |
| 1917            | Arthur Friedenreich                                | Ypiranga                                                                                       | 15    |
| 1918            | Arthur Friedenreich                                | Paulistano                                                                                     | 25    |
| 1919            | Arthur Friedenreich                                | Paulistano                                                                                     | 26    |
| 1920            | Neco                                               | Corinthians                                                                                    | 24    |
| 1921            | Arthur Friedenreich                                | Paulistano                                                                                     | 33    |
| 1922            | Gambarotta                                         | Corinthians                                                                                    | 19    |
| 1923            | Feitiço                                            | A.A. São Bento                                                                                 | 18    |
| 1924            | Feitiço                                            | A.A. São Bento                                                                                 | 14    |
| 1925            | Feitiço                                            | A.A. São Bento                                                                                 | 10    |
| 1926 (LAF/APEA) | Heitor Filó                                        | Palestra Itália (APEA) Paulistano (LAF)                                                        | 18 16 |
| 1927 (LAF/APEA) | Araken Arthur Friedenreich                         | Santos (APEA) Paulistano (LAF)                                                                 | 31 13 |
| 1928 (LAF/APEA) | Heitor Arthur Friedenreich                         | Palestra Itália (APEA) Paulistano (LAF)                                                        | 16    |
| 1929 (LAF/APEA) | Feitiço Arthur Friedenreich                        | Santos (APEA) Paulistano (LAF)                                                                 | 12 16 |
| 1930            | Feitiço                                            | Santos                                                                                         | 37    |
| 1931            | Feitiço                                            | Santos                                                                                         | 39    |
| 1932            | Romeu Pellicciari                                  | Palestra Itália                                                                                | 18    |
| 1933 (FPF/APEA) | Waldemar de Brito                                  | São Paulo                                                                                      | 21    |
| 1934 (FPF/APEA) | Romeu Pellicciari                                  | Palestra Itália                                                                                | 13    |
| 1935 (LPF/APEA) | Figueiredo Teleco                                  | Ypiranga (APEA) Corinthians (LPF)                                                              | 19 09 |
| 1936 (LPF/APEA) | Carioca Teleco                                     | Portuguesa (APEA) Corinthians (LPF)                                                            | 18 28 |
| 1937            | Teleco                                             | Corinthians                                                                                    | 15    |
| 1938            | Elyseo                                             | São Paulo                                                                                      | 13    |
| 1939            | Teleco                                             | Corinthians                                                                                    | 32    |
| 1940            | Peixe                                              | Ypiranga                                                                                       | 21    |
| 1941            | Teleco                                             | Corinthians                                                                                    | 26    |
| 1942            | Milani                                             | Corinthians                                                                                    | 24    |
| 1943            | Hércules de Miranda                                | Corinthians                                                                                    | 19    |
| 1944            | Luizinho                                           | São Paulo                                                                                      | 22    |
| 1945            | Passarinho Servílio de Jesus                       | São Paulo Railway Corinthians                                                                  | 17    |
| 1946            | Servílio de Jesus                                  | Corinthians                                                                                    | 19    |
| 1947            | Servílio de Jesus                                  | Corinthians                                                                                    | 19    |
| 1948            | Cilas                                              | Ypiranga                                                                                       | 19    |
| 1949            | Friaça                                             | São Paulo                                                                                      | 24    |
| 1950            | Pinga                                              | Portuguesa                                                                                     | 22    |
| 1951            | Carbone                                            | Corinthians                                                                                    | 30    |
| 1952            | Baltazar                                           | Corinthians                                                                                    | 27    |
| 1953            | Humberto Tozzi                                     | Palmeiras                                                                                      | 22    |
| 1954            | Humberto Tozzi                                     | Palmeiras                                                                                      | 36    |
| 1955            | Del Vecchio                                        | Santos                                                                                         | 23    |
| 1956            | Zezinho                                            | São Paulo                                                                                      | 16    |

| Ano  | Artilheiro                                | Clube                                | Gols |
| ---- | ----------------------------------------- | ------------------------------------ | ---- |
| 1957 | Pelé                                      | Santos                               | 17   |
| 1958 | Pelé                                      | Santos                               | 58   |
| 1959 | Pelé                                      | Santos                               | 44   |
| 1960 | Pelé                                      | Santos                               | 34   |
| 1961 | Pelé                                      | Santos                               | 47   |
| 1962 | Pelé                                      | Santos                               | 37   |
| 1963 | Pelé                                      | Santos                               | 22   |
| 1964 | Pelé                                      | Santos                               | 34   |
| 1965 | Pelé                                      | Santos                               | 49   |
| 1966 | Toninho Guerreiro                         | Santos                               | 27   |
| 1967 | Flávio                                    | Corinthians                          | 20   |
| 1968 | Téia                                      | Ferroviária                          | 20   |
| 1969 | Pelé                                      | Santos                               | 26   |
| 1970 | Toninho Guerreiro                         | São Paulo                            | 13   |
| 1971 | César                                     | Palmeiras                            | 18   |
| 1972 | Toninho Guerreiro                         | São Paulo                            | 17   |
| 1973 | Pelé                                      | Santos                               | 11   |
| 1974 | Geraldão                                  | Botafogo-SP                          | 23   |
| 1975 | Serginho Chulapa                          | São Paulo                            | 22   |
| 1976 | Sócrates                                  | Botafogo-SP                          | 15   |
| 1977 | Serginho Chulapa                          | São Paulo                            | 32   |
| 1978 | Juary                                     | Santos                               | 29   |
| 1979 | Luís Fernando Gaúcho                      | América-SP                           | 27   |
| 1980 | Edmar                                     | Taubaté                              | 17   |
| 1981 | Jorge Mendonça                            | Guarani                              | 38   |
| 1982 | Casagrande                                | Corinthians                          | 28   |
| 1983 | Serginho Chulapa                          | Santos                               | 22   |
| 1984 | Chiquinho Serginho Chulapa                | Botafogo-SP Santos                   | 16   |
| 1985 | Careca                                    | São Paulo                            | 23   |
| 1986 | Kita                                      | Inter de Limeira                     | 23   |
| 1987 | Edmar                                     | Corinthians                          | 19   |
| 1988 | Evair                                     | Guarani                              | 19   |
| 1989 | Tôni Toninho                              | São José-SP Portuguesa               | 13   |
| 1990 | Alberto Rubem Volnei                      | Ituano Guarani Ferroviária           | 12   |
| 1991 | Raí                                       | São Paulo                            | 20   |
| 1992 | Válber Costa                              | Mogi Mirim                           | 17   |
| 1993 | Viola                                     | Corinthians                          | 20   |
| 1994 | Evair                                     | Palmeiras                            | 23   |
| 1995 | Bentinho Paulinho McLaren                 | São Paulo Portuguesa                 | 20   |
| 1996 | Giovanni                                  | Santos                               | 24   |
| 1997 | Dodô                                      | São Paulo                            | 19   |
| 1998 | França                                    | São Paulo                            | 12   |
| 1999 | Alex                                      | Mogi Mirim                           | 12   |
| 2000 | França                                    | São Paulo                            | 18   |
| 2001 | Washington                                | Ponte Preta                          | 16   |
| 2002 | Alex Alves                                | Juventus                             | 17   |
| 2003 | Luís Fabiano                              | São Paulo                            | 8    |
| 2004 | Vágner Love                               | Palmeiras                            | 12   |
| 2005 | Finazzi                                   | América-SP                           | 17   |
| 2006 | Nilmar                                    | Corinthians                          | 18   |
| 2007 | Somália                                   | São Caetano                          | 13   |
| 2008 | Alex Mineiro                              | Palmeiras                            | 15   |
| 2009 | Pedrão                                    | Grêmio Barueri                       | 16   |
| 2010 | Ricardo Bueno                             | Oeste                                | 16   |
| 2011 | Elano Liedson                             | Santos Corinthians                   | 11   |
| 2012 | Neymar                                    | Santos                               | 20   |
| 2013 | William                                   | Ponte Preta                          | 13   |
| 2014 | Alan Kardec Cícero Léo Costa Luís Fabiano | Palmeiras Santos Rio Claro São Paulo | 9    |
| 2015 | Ricardo Oliveira                          | Santos                               | 11   |
| 2016 | Roger                                     | Red Bull Brasil                      | 11   |
| 2017 | Gilberto William Pottker                  | São Paulo Ponte Preta                | 9    |
| 2018 | Borja                                     | Palmeiras                            | 7    |
| 2019 | Jean Mota                                 | Santos                               | 7    |
| 2020 | Ytalo                                     | Red Bull Bragantino                  | 7    |
| 2021 | Bruno Mezenga                             | Ferroviária                          | 9    |
| 2022 | Ronaldo                                   | Inter de Limeira                     | 9    |
| 2023 | Giuliano Galoppo Róger Guedes             | São Paulo Corinthians                | 8    |
| 2024 | Flaco López                               | Palmeiras                            | 10   |
| 2025 | Guilherme                                 | Santos                               | 10   |

Fonte: memoria.bn.br - Hemeroteca Digital Brasileira

## Maiores goleadas

### Em toda a história
A maior goleada da história do Campeonato Paulista foi um 12 a 0 imposto pelo Paulistano sobre a Associação Atlética das Palmeiras em 1902. As 10 maiores goleadas da história da competição são as seguintes:
| Nº | Data                   | Mandante        | Placar | Visitante          | Estádio                 |
| -- | ---------------------- | --------------- | ------ | ------------------ | ----------------------- |
| 1  | 16 de maio de 1920     | Paulistano      | 12–0   | A.A. das Palmeiras | Chácara da Floresta     |
| 2  | 28 de agosto de 1921   | Paulistano      | 12–1   | Ypiranga           | Chácara da Floresta     |
| 2  | 3 de maio de 1927      | Santos          | 12–1   | Ypiranga           | Vila Belmiro            |
| 2  | 27 de agosto de 1933   | São Paulo       | 12–1   | Sírio              | Chácara da Floresta     |
| 2  | 8 de julho de 1945     | São Paulo       | 12–1   | Jabaquara          | Estádio do Pacaembu     |
| 2  | 19 de novembro de 1959 | Santos          | 12–1   | Ponte Preta        | Vila Belmiro            |
| 7  | 23 de outubro de 1921  | Corinthians     | 12–2   | S.C. Internacional | Estádio da Ponte Grande |
| 8  | 11 de julho de 1920    | Corinthians     | 11–0   | Santos             | Vila Belmiro            |
| 8  | 8 de agosto de 1920    | Palestra Itália | 11–0   | S.C. Internacional | Parque Antártica        |
| 8  | 3 de julho de 1932     | São Paulo       | 11–0   | S.C. Internacional | Chácara da Floresta     |

### Em finais
As finais do Campeonato Paulista historicamente são marcadas por jogos com placar apertado. Com isso, são poucas as finais com grande diferença de gols entre as equipes. A maior goleada da história do Campeonato Paulista numa final foi um 5 a 0 imposto pelo Palmeiras sobre a Ponte Preta, na decisão da competição de 2008. Os demais três jogos com goleadas em finais, todas por 4 a 0, também tiveram o Palmeiras como time vencedor, em 1993, contra o Corinthians,  em 2022, contra o São Paulo, e em 2023, contra o Água Santa. As maiores goleadas da história da competição em finalíssimas são as seguintes:
| Nº | Data                | Mandante  | Placar | Visitante   | Estádio                 |
| -- | ------------------- | --------- | ------ | ----------- | ----------------------- |
| 1  | 4 de maio de 2008   | Palmeiras | 5–0    | Ponte Preta | Estádio Palestra Itália |
| 2  | 12 de junho de 1993 | Palmeiras | 4–0    | Corinthians | Estádio do Morumbi      |
| 2  | 3 de abril de 2022  | Palmeiras | 4–0    | São Paulo   | Allianz Parque          |
| 2  | 9 de abril de 2023  | Palmeiras | 4–0    | Água Santa  | Allianz Parque          |

## Maiores públicos

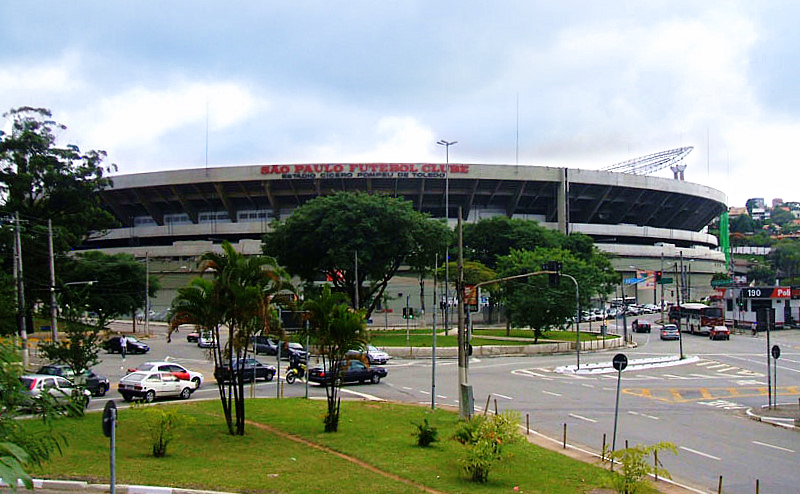
Fachada do Estádio do Morumbi onde foram realizados os 10 jogos da lista ao lado e todos os outros 59 jogos do campeonato com mais de 80 mil espectadores

O maior público oficial registrado na história foi visto na decisão do Campeonato Paulista de 1977, entre Corinthians e Ponte Preta, que definiu o fim do tabu de títulos do alvinegro paulistano. Na ocasião, 138.032 pagantes assistiram ao jogo, com um público total de 146.082 pessoas.
A seguir, a lista dos 10 maiores públicos da história do Campeonato Paulista:
| #  | Jogo                          | Público | Pagantes | Estádio            | Campeonato | Data                   |
| -- | ----------------------------- | ------- | -------- | ------------------ | ---------- | ---------------------- |
| 1  | Corinthians 1 x 2 Ponte Preta | 146.082 | 138.032  | Estádio do Morumbi | 1977       | 9 de outubro de 1977   |
| 2  | Palmeiras 2 x 0 Santos        | 127.423 | 123.318  | Estádio do Morumbi | 1978       | 15 de outubro de 1978  |
| 3  | São Paulo 1 x 0 Santos        | 122.535 | 122.209  | Estádio do Morumbi | 1980       | 16 de novembro de 1980 |
| 4  | Corinthians 0 x 1 Palmeiras   | 120.902 | 120.522  | Estádio do Morumbi | 1974       | 22 de dezembro de 1974 |
| 5  | Corinthians 1 x 1 Santos      | 120.782 | 116.881  | Estádio do Morumbi | 1977       | 20 de março de 1977    |
| 6  | Corinthians 1 x 0 Santos      | 120.000 | —        | Estádio do Morumbi | 1978       | 26 de dezembro de 1978 |
| 7  | Corinthians 4 x 0 Santos      | 119.965 | 117.676  | Estádio do Morumbi | 1977       | 29 de maio de 1977     |
| 8  | São Paulo 3 x 2 Corinthians   | 119.858 | 117.061  | Estádio do Morumbi | 1982       | 5 de dezembro de 1982  |
| 9  | São Paulo 1 x 0 Palmeiras     | 119.113 | 112.016  | Estádio do Morumbi | 1979       | 17 de junho de 1979    |
| 10 | Corinthians 1 x 1 Santos      | 117.628 | 111.103  | Estádio do Morumbi | 1978       | 20 de agosto de 1978   |

## Médias de público por clube
- Período de 1971 a 2023, exceto 2001 a 2003.[68]

1. Corinthians: 24.980
2. Palmeiras: 19.407
3. São Paulo: 16.729
4. Santos: 13.488
5. Portuguesa: 8.455
6. Ponte Preta: 6.888
7. Guarani: 6.791
8. Botafogo: 6.143
9. São José: 5.446
10. Internacional de Limeira: 5.378
11. XV de Piracicaba: 5.312
12. Comercial: 5.311

## Competições relacionadas

### Campeonato Paulista do Interior
Este campeonato paralelo, que pode ser visto simplesmente como uma fase do Campeonato Paulista Série A1, era disputado pelas equipes que não avançavam para a fase semifinal do campeonato e que não residissem na capital do estado, além do Santos Futebol Clube. Apontava o Campeão do Interior.

### Taça dos Invictos
A Taça dos Invictos do futebol paulista é um troféu entregue aos clubes de São Paulo, tanto da capital como do interior do estado, que permanecem invictos por uma determinada quantidade de partidas, contabilizadas somente em partidas disputadas pelo Campeonato Paulista de Futebol. Entregue originalmente pelo jornal A Gazeta Esportiva, o troféu era chamado pela publicação nos anos 1980 de "um dos mais belos e o mais tradicional troféu do futebol brasileiro". O atual detentor é o Corinthians, pela sequência de 28 jogos de invencibilidade que o clube obteve entre os Campeonatos Paulistas de 2009 e 2010.